# David Bartek
David Bartek (Praga, 13 febbraio 1988) è un calciatore ceco, centrocampista del Bohemians 1905.